# Anilios bituberculatus
Anilios bituberculatus är en ormart som beskrevs av Peters 1863. Anilios bituberculatus ingår i släktet Anilios och familjen maskormar. Inga underarter finns listade i Catalogue of Life.
Denna orm förekommer i stora delar av Australien från kontinentens centrum söderut. Individerna vistas i torra landskap som gräsmarker med Spinifex samt öppna skogar och buskskogar. Honor lägger ägg.
Endast lokala populationer hotas av gruvdrift. Hela populationen anses vara stabil. IUCN listar arten som livskraftig (LC).